# Manuel Herrera y Obes
Manuel Herrera y Obes (Montevideo, 1806 - Montevideo, 1890) fue un político y diplomático uruguayo del Partido Colorado, uno de los prohombres de dicho partido y uno de los principales dirigentes del Gobierno de la Defensa durante la Guerra Grande.

## Biografía
Hijo de Nicolás Herrera y Consolación Obes y Álvarez, y padre de Julio Herrera y Obes, formó parte de la corriente familiar colorada de apellido Herrera (iniciada por su abuelo Cayetano de Herrera, oriundo de Lanzarote (Islas Canarias), que formó parte del primer Cabildo de Montevideo), cuya trayectoria completa un siglo y medio de la historia uruguaya. Casado tres veces, en primeras nupcias con Carmen Martínez González,  en segundas con María Bernabela Martínez y Álvarez y en terceras con Paulina Quintana (todas con descendencia). Desde su juventud se vinculó al liderazgo de Fructuoso Rivera. Manuel Herrera y Obes también fue un hombre de letras, típico representante de los doctores. Estudió leyes e integró la 3.ª legislatura de la Cámara de Representantes entre 1839 y 1841 representando al departamento de Paysandú, la 4.ª legislatura en representación de Montevideo entre 1841 y 1843, y la 5.ª legislatura entre 1843 y 1846 representando a ese mismo departamento.
Continuó su actividad política durante la Guerra Grande (1843 - 1851). Fue Juez de Comercio y Hacienda, miembro de la Asamblea de notables y del Consejo de Estado.
El presidente Joaquín Suárez le nombró Ministro de Relaciones Exteriores. Eran tiempos difíciles, en los que la intervención europea había permitido la subsistencia del Montevideo colorado y unitario, que amenazaba con un abrupto final y las autoridades gubernamentales en desairada posición. La gestión de Manuel Herrera fue, en esos días, de fundamental importancia; participó de manera directa en la detención y expulsión de Fructuoso Rivera, su antiguo modelo y protector, lo que motivó una amarga queja escrita del caudillo y desarrolló una nueva estrategia orientada a ganar la guerra basada en la "política americana": en vez de depender de Francia y Gran Bretaña, procuró el apoyo de las fuerzas políticas del continente hostiles a Juan Manuel de Rosas y a sus proyectos expansivos.
Estimó que la fidelidad del caudillo entrerriano Justo José de Urquiza al “Restaurador” era débil y realizó gestiones para lograr su cambio de actitud. Al mismo tiempo envió a Brasil como ministro diplomático al escritor Andrés Lamas, con el expreso propósito de lograr una participación del país en la guerra del Río de la Plata. Esta política obtuvo el más rotundo éxito: Urquiza rompió con Rosas e invadió Uruguay para forzar el levantamiento del sitio y la desaparición política de Manuel Oribe. El gobierno de Brasil envió una fuerza armada a Uruguay, pero este apoyo no fue gratis y costó la firma de los tratados de 1851 y la pérdida de cualquier derecho de reclamación sobre el territorio de Misiones Orientales, además de otras servidumbres. El Gobierno de la Defensa ganó la guerra, pese a que el tratado de paz del 8 de octubre adoptó la fórmula que expresaba que no "hubo ni vencidos ni vencedores".
En 1850 Manuel Herrara sucedió a Lorenzo Antonio Fernández en el rectorado de la Universidad de la República, cargo que desempeñó hasta 1852 y posteriormente asumió para un nuevo período entre 1854 y 1859. En agosto de 1851 se le concedió el título de doctor en Derecho.
Tras finalizar la Guerra Grande y durante la presidencia de Juan Francisco Giró, fue nombrado Ministro de Hacienda y dimitió en septiembre de 1853, después de la renuncia del presidente y la asunción del anticonstitucional triunvirato formado por Fructuoso Rivera, Juan Antonio Lavalleja y Venancio Flores. Al ser designado este último como presidente constitucional por el resto de la legislatura, le ofreció a Manuel Herrera integrar el tribunal de justicia, pero él rehusó ante la falta de garantías legales. Aceptó, sin embargo, ser Ministro de Hacienda y Relaciones Exteriores en el fugaz gobierno golpista presidido por Luis Lamas, surgido tras la rebelión de los Conservadores de 1855, lo que lo desprestigió fuertemente.
En 1863 fue elegido senador y actuó como “fusionista” durante los gobiernos de Gabriel Antonio Pereira y Bernardo Prudencio Berro (con quien sostuvo una polémica periodística de altura sobre los caminos a seguir por Uruguay). Al producirse en 1865 la victoria de la Revolución de Venancio Flores, iniciada en 1863, éste le nombró miembro de la Comisión Revisora del Código de Comercio en 1865 y del CC en 1867. Fue por dos veces Ministro de Relaciones Exteriores con el presidente Lorenzo Batlle y realizó infructuosas gestiones de pacificación con los líderes blancos de la Revolución de las lanzas de 1870 a 1872. Mantuvo buenas relaciones con los gobiernos del “militarismo” y Máximo Santos le ofreció el cargo de Ministro de Relaciones Exteriores, que él rehusó inicialmente y terminó por aceptar. Fue luego designado primer presidente del Partido Colorado y electo senador en 1887. Cuando fallece en 1890, su hijo Julio Herrera y Obes ocupaba la presidencia del Uruguay.
| Predecesor: Lorenzo Antonio Fernández | Rector de la UdelaR 1850 - 1852 | Sucesor: Florentino Castellanos |
| Predecesor: Florentino Castellanos    | Rector de la UdelaR 1854 - 1859 | Sucesor: Fermín Ferreira        |